# Carineta
Genre
Carineta  est un genre d'insectes de la famille des Cicadidae (regroupant les cigales), de la sous-famille des Tibiceninae de la tribu des Fidicinini (Distant, 1905), sous-tribu des Fidicinina (Boulard & Martinelli, 1996).

## Systématique
- Décrite par les entomologistes français Charles Jean-Baptiste Amyot & Audinet Serville en 1843.

### Taxinomie
Liste des espèces : 
- Carineta fasciculata
- Carineta formosa
- Carineta illustris (Distant, 1905)
- Carineta lichiana (Boulard, 1985)
- Carineta rufescens (Fabricius 1803)

### Articles liés
- Cicadidae